# Casteil
Casteil (Catalaans: Castell de Vernet) is een gemeente in het Franse departement Pyrénées-Orientales (regio Occitanie) en telt 120 inwoners (2009). De plaats maakt deel uit van het arrondissement Prades.

## Geografie
De oppervlakte van Casteil bedraagt 34,0 km², de bevolkingsdichtheid is dus 3,5 inwoners per km².

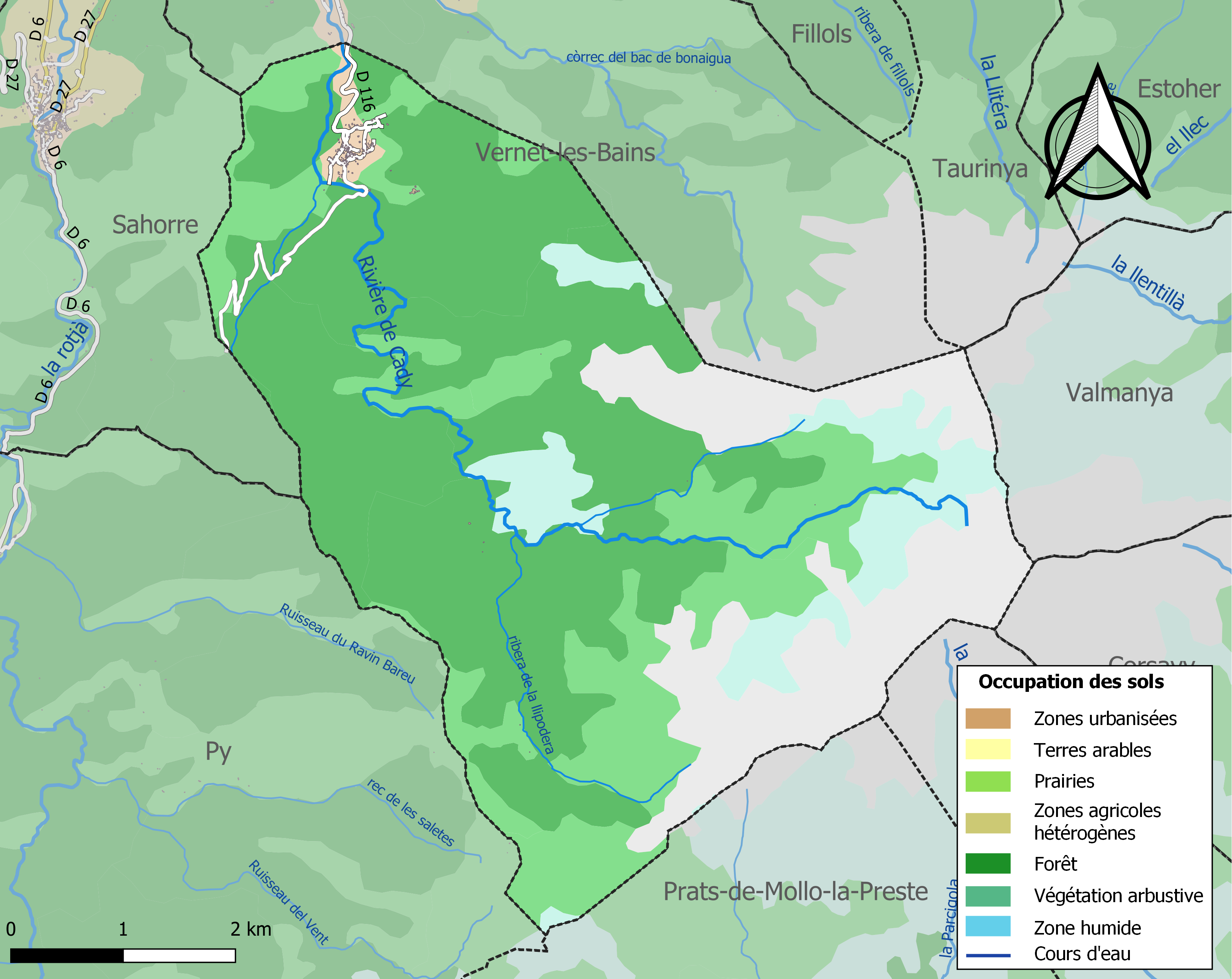
Kaart van de gemeente met de belangrijkste infrastructuur, bodemgebruik en omliggende gemeenten

## Monumenten
- De Sint-Maartensabdij Sant Martí del Canigó, opgericht in 997, verlaten in 1783 wegens gebrek aan monniken, vanaf 1902 tot 1932 weder opgebouwd op initiatief van de bisschop van Perpinyà en de schrijver Jacint Verdaguer. Vanaf 1952 terug in dienst als klooster. Sedert 1988 beheerd door de religieuze Gemeenschap van de Acht Zaligheden.

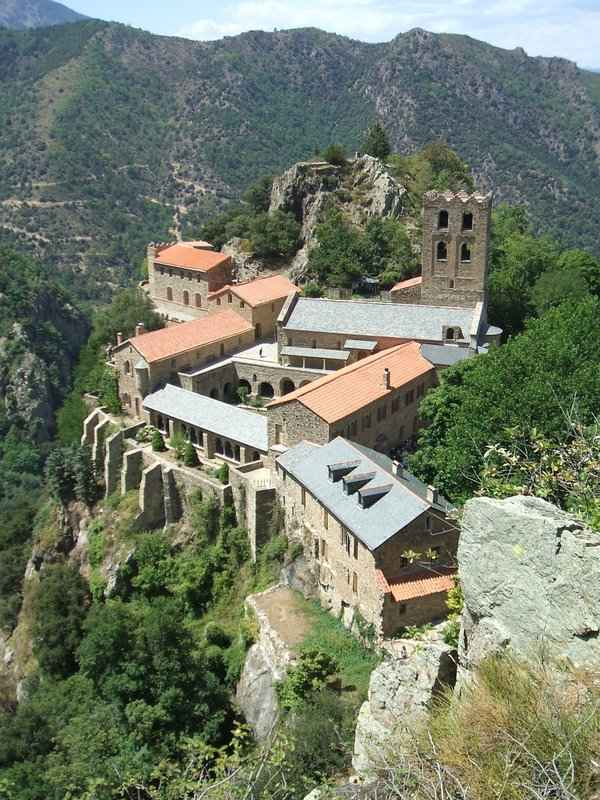
Sint-Maartensabdij

## Demografie
Onderstaande figuur toont het verloop van het inwonertal (bron: INSEE-tellingen).